# 日本駐美國大使館
日本國駐美利堅合眾國大使館（日語：在アメリカ合衆国日本国大使館）是日本國駐在美利堅合眾國的最高官方代表機構，設立於1860年，為日本最早設立的海外使館，其下轄日本位於美國境內之所有總領事館。該使館位於華盛頓特區之使館區（Embassy Row）內。美國總統歐巴馬曾於日本發生2011年日本東北地方太平洋近海地震時親自至此給予慰問。

## 外部連結
- 官方網站 （页面存档备份，存于）
- wikimapia（页面存档备份，存于）